# Hexatoma (Eriocera) atripes
Hexatoma (Eriocera) atripes is een tweevleugelige uit de familie steltmuggen (Limoniidae). De soort komt voor in het Palearctisch gebied.